# 黑色斑点的诅咒
《黑色斑点的诅咒》（英語：The Curse of the Black Spot）是科幻电视剧《異世奇人》的第六季第3集，2011年5月7日首播于英國廣播公司第一台。本集的编剧是斯蒂芬·汤普森，导演是Jeremy Webb。
本集中，博士（馬特·史密斯饰） 和助手艾米·邦德（凯伦·吉兰饰）、Rory（阿瑟·达维尔饰）旅行到在17世纪的一艘海盗船上，船员被一个塞壬式的生物困扰。船员一旦受伤，一个小黑斑就会在他们的掌心出现，之后那个塞壬式的生物就会使这个船员消失。
制作人们想为第六季制作一集以海盗为主题的一集，让主角们在此次冒险中“休息一下，享受欢乐”。本集的拍摄地点主要是康沃爾郡的一个码头和威尔士的Upper Boat Studios。《黑色斑点的诅咒》在英国播出时有785万观众收看，获得86分的欣赏指数。评论家对本集评价不一。